# Stazione di Martina Franca
Stazione di Martina Franca vasútállomás Olaszországban, Puglia régióban, Martina Franca településen.

## Vasútvonalak
Az állomást az alábbi vasútvonalak érintik:
- Bari–Martina Franca–Taranto-vasútvonal
- Martina Franca–Lecce-vasútvonal

## Kapcsolódó állomások
A vasútállomáshoz az alábbi állomások vannak a legközelebb: 
- Cisternino Città railway station (Stazione di Lecce, Martina Franca–Lecce-vasútvonal)
- Martina Franca-Colonne Grassi railway station (Stazione di Taranto, Bari–Martina Franca–Taranto-vasútvonal)
- Locorotondo railway station (Stazione di Bari Centrale, Bari–Martina Franca–Taranto-vasútvonal)